# Corde (physique)
Pour les articles homonymes, voir corde.
En physique théorique, les cordes sont les objets principaux étudiés dans la théorie des cordes.  Une corde est un objet unidimensionnel. Avec la théorie des cordes, les composantes de la matière les plus fondamentales de notre univers ne sont plus des particules, mais de minuscules cordes vibrantes d'une taille théorique de 10-35 m.
Se propageant dans l'espace-temps, la surface bidimensionnelle engendrée par son déplacement, appelée feuillet d'univers ou surface d'univers, peut être comparée à la ligne d'univers engendrée par une particule ponctuelle.

## Caractéristiques des cordes

### Énergie
En vertu de E = mc2, il est possible de convertir l'énergie en masse, le taux de conversion étant c2.  C'est en ce sens que la théorie des cordes utilise cette équation. Ainsi, l'énergie d'une corde engendre la masse de la particule correspondante. Donc, plus une corde vibre frénétiquement, plus elle est énergétique et plus la particule qui en découle est massive, et inversement. Les particules dénuées de masse (comme le photon) correspondent aux modes vibratoires les plus calmes.

### Mode vibratoire
Le mode vibratoire d'une corde est l'une de ses caractéristiques les plus importantes. Toutes les propriétés d'une particule (masse, spin, charge électrique, etc.) sont entièrement configurées dans le mode vibratoire d'une corde. Ainsi, la même corde peut engendrer toutes les particules du modèle standard, à condition qu'elle adopte le mode vibratoire correspondant. Il s'ensuit que plus il est complexe, plus la particule engendrée est massive, beaucoup d'énergie étant dépensée pour obtenir un tel mode.

### Taille et tension
La tension d'une corde est inversement proportionnelle au carré de sa longueur. Donc, plus une corde est longue, moins sa tension est élevée et vice-versa. La tension, et donc la taille, d'une corde influent sur son énergie : une corde plus petite est plus tendue et demande donc plus d'énergie pour obtenir les modes vibratoires les plus simples. Cela dit, la taille minimale autorisée par la théorie des cordes est calculée à partir de la longueur de Planck et vaut environ 10-33 cm.

## Types de cordes

### Cordes ouvertes et fermées
Les cordes peuvent être fermées ou ouvertes. Une corde fermée est une corde n'ayant aucune extrémité. Elle a donc, comme équivalent topologique, un cercle.
Une corde ouverte, en revanche, possède deux extrémités et son équivalent topologique est un segment de droite. La théorie des cordes de type I ne possède que des cordes ouvertes dans son spectre.

### Orientation des cordes
Les cordes possèdent aussi une orientation. Celle-ci peut être vue comme une « flèche interne », qui dicte à la corde son sens de vibration. Ceci différencie les cordes dont l'orientation est opposée.  En revanche, une corde dont l'orientation est équivalente dans un sens comme dans un autre est appelée corde non-orientée.